# Taizo (kráter)

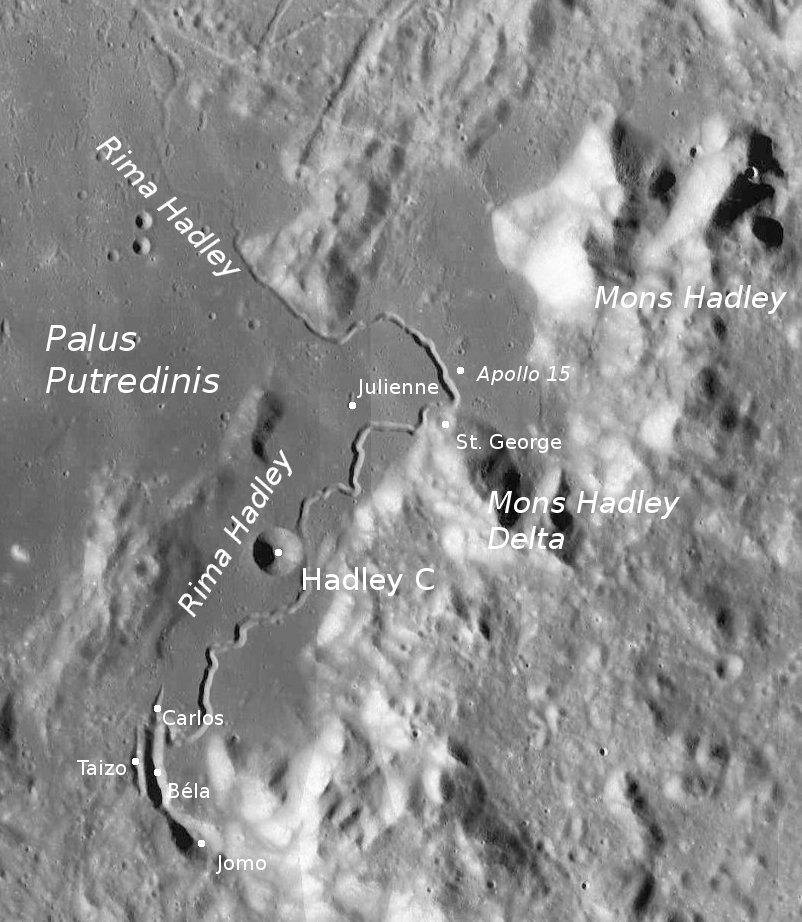
Poloha kráteru Taizo.

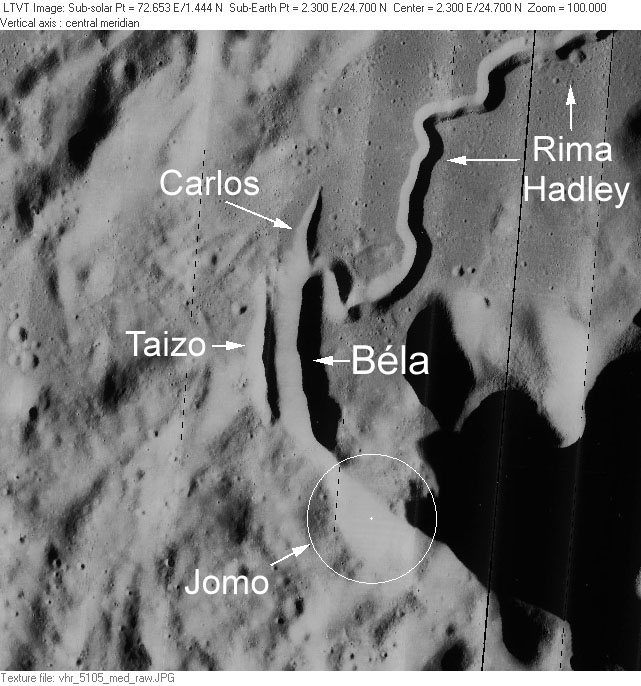
Poloha kráteru Taizo a dalších.

Taizo je protáhlý měsíční kráter nacházející se na přivrácené straně Měsíce na úpatí pohoří Montes Apeninnus (Apeniny). Má průměr 8 km, pojmenován byl v roce 1979 podle japonského mužského jména.
V těsné blízkosti leží další malé krátery Jomo, Béla a Carlos. U této čtveřice netypických kráterů (počítaje i Taizo) začíná měsíční brázda Rima Hadley, která se vine po úpatí k hoře Mons Hadley Delta a pak se u místa přistání americké vesmírné expedice Apollo 15 stáčí na severovýchod do bažiny Palus Putredinis (Bažina hniloby).